# Нистатин
Нистатин (англ. nystatin, от New York State и fungicidin )— противогрибковый препарат. Это полиеновый макролид, активный в отношении грибков рода Candida.
Нистатин впервые выделен в 1950 году из Streptomyces noursei американскими исследовательницами Элизабет Ли Гейзен (англ. Elizabeth Lee Hazen) и Рэйчел Фуллер Браун (англ. Rachel Fuller Brown).
Модификация молекулы нистатина (и родственного ему партрицина) часто используется в поиске новых полиеновых макролидов.

## История открытия
В 1940-е годы медицинские службы США активно искали нетоксичные противогрибковые лекарства, чтобы лечить людей, возвращавшихся в США из тропических стран и заражённых различными грибковыми инфекциями. Руководитель Департамента здравоохранения штата Нью-Йорк (англ. New York State Department of Health) стимулировал научные исследования противогрибковых препаратов, и в 1950 году на осеннем собрании Национальной академии наук США (National Academy of Science) в Скенектади американские исследовательницы Элизабет Ли Гейзен (вирусолог) (англ. Elizabeth Lee Hazen) и Рэйчел Фуллер Браун (химик) (англ. Rachel Fuller Brown) сообщили о своём открытии антимикотика, полученного ими из бактерии Streptomyces noursei (это название бактерия получила позже по имени Уильяма Нурса, William Nourse — владельца фермы, где они проводили свои исследования).
Выделенное, описанное и очищенное ими вещество Гейзен и Браун назвали «нистатин» по аналогии с ранее известным противогрибковым препаратом фунгицидином (fungicidin), использовав в имени нового лекарства название штата Нью-Йорк (New York State …in.
Гейзен и Браун показали фунгицидное антимикотическое действие нистатина на культуры Candida albicans и Cryptococcus neoformans, а также продемонстрировали его противогрибковое действие в экспериментах in vivo на лабораторных животных.
За открытие нистатина Гейзен и Браун были посмертно помещены в Национальный зал славы изобретателей США (англ. National Inventors Hall of Fame), где они стали второй и третьей женщинами.

## Фармакологическое действие
Полиеновый противогрибковый антибиотик, высокоактивный в отношении дрожжеподобных грибов рода Candida. В структуре антибиотика имеются двойные связи, обладающие высокой тропностью к стероловым структурам клеточной мембраны грибов, что способствует встраиванию молекулы препарата в мембрану клетки и образованию большого количества каналов, через которые осуществляется бесконтрольный транспорт электролитов; повышение осмолярности внутри клетки приводит к её гибели. Резистентность развивается очень медленно.

## Фармакокинетика
Обладает слабым резорбтивным действием (практически не всасывается в желудочно-кишечном тракте). Выводится через кишечник. Не кумулируется. При местном применении практически не всасывается через слизистые оболочки.

## Показания
Лечение и профилактика (при длительном лечении лекарственными средствами пенициллинового и тетрациклинового ряда, хлорамфениколом и др.) кандидоза желудочно-кишечного тракта. Профилактика грибковых поражений в до- и послеоперационный периоды при хирургических вмешательствах на желудочно-кишечный тракт. Лечение и профилактика (при длительной местной противомикробной терапии) кандидоза кожи, влагалища.